# NGC 400
NGC 400 est une étoile située dans la constellation des Poissons près de la galaxie NGC 403. L'astronome irlandais Robert Stawell Ball a enregistré la position de cette étoile le 30 décembre 1886
La désignation de cette étoile est TYC 2282-492-1. Sa vitesse radiale est égale à −6,33 ± 0,92 km/s. Deux valeurs de sa distance sont indiquées sur Simbad : 592,171 ± 7,609 5 pc (∼1 930 al) et 619,693 9 ± 14,823 2 pc (∼2 020 al). 